# Myrmeleon asper
Myrmeleon asper är en insektsart som beskrevs av Walker 1853. Myrmeleon asper ingår i släktet Myrmeleon och familjen myrlejonsländor. Inga underarter finns listade i Catalogue of Life.